# Ferdinand Schalch

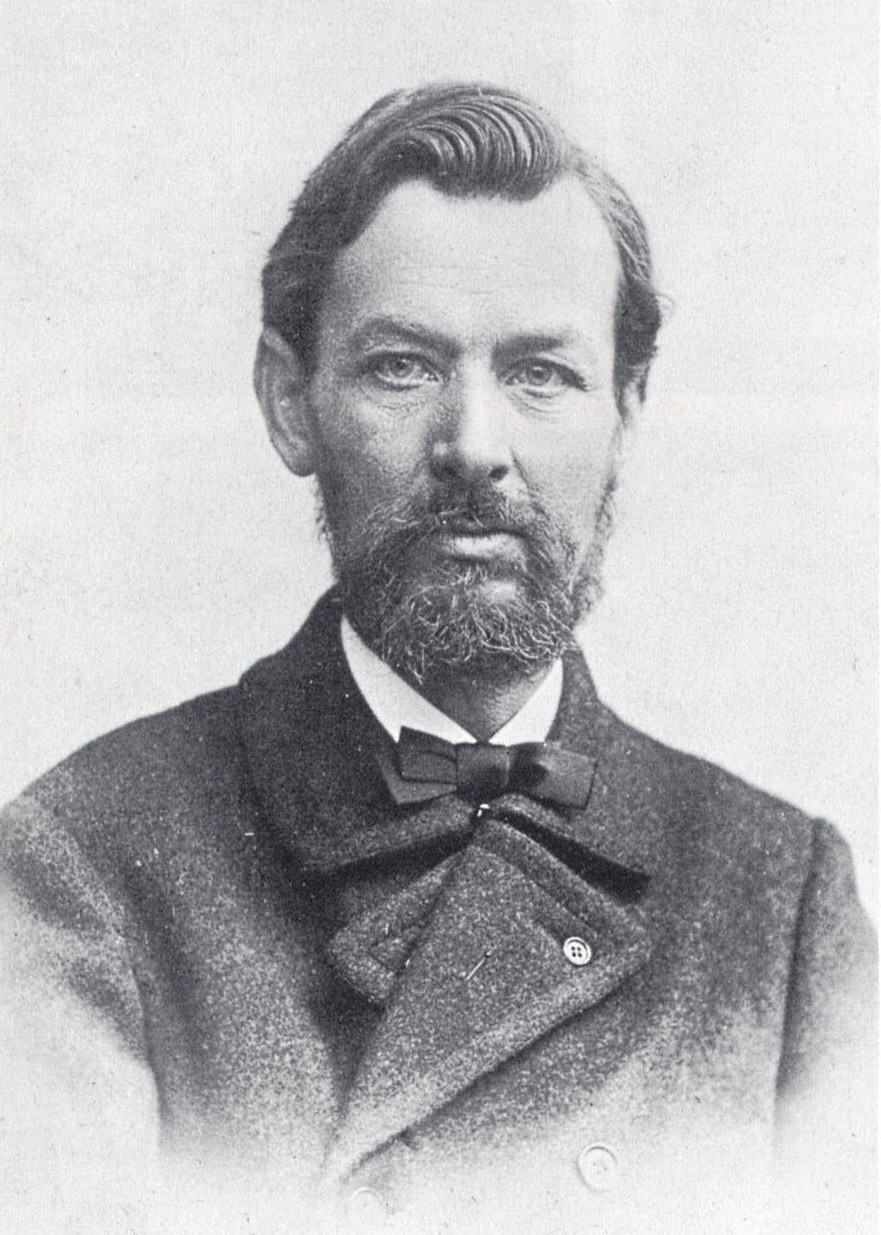
Ferdinand Schalch

Ferdinand Schalch (* 11. Januar 1848 in Schaffhausen; † 19. November 1918 in Küsnacht) war ein Schweizer Geologe, Paläontologe, Kartograph, Geheimer Bergrat, Sammler und Mäzen.

## Studium und frühe Berufsjahre

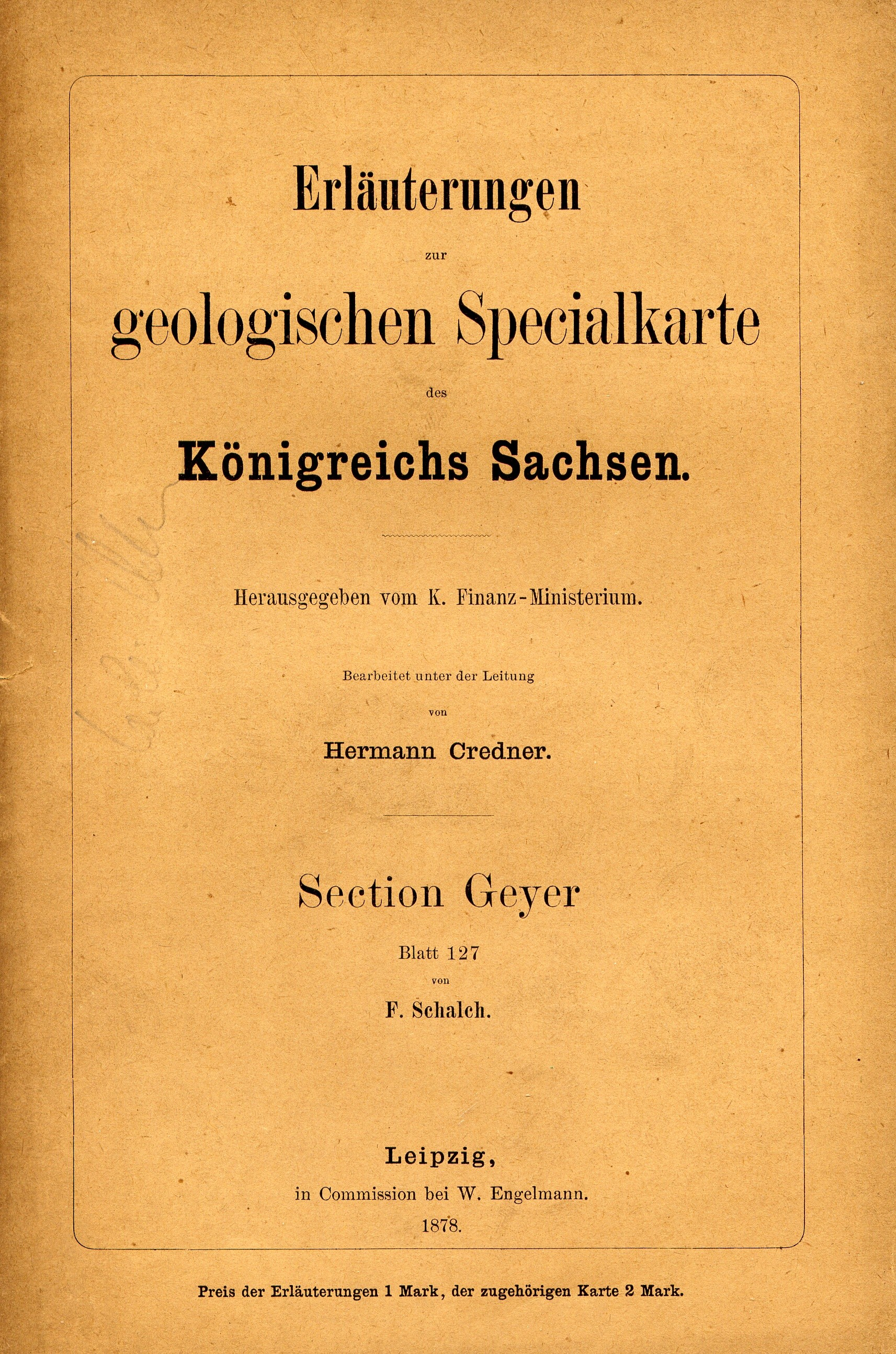
Titelblatt eines seiner Erläuterungsberichte, Sektion Geyer

Ferdinand Schalch ist geboren in Schaffhausen in der Rosengasse in dem ehemaligen Waisenhaus, das an der Stelle des einstigen St. Blasier Amtshauses entstand, und das sein Vater leitete. Nach dem Besuch des Gymnasiums Schaffhausen unter dem Naturkundelehrer Friedrich Merklein (1815–1881) studierte er ab 1865 am Polytechnikum Zürich, wo zu seinen Lehrern Arnold Escher von der Linth und Oswald Heer gehörten. Er schloss dieses Studium mit einem Diplom ab und wurde damit Fachlehrer für Naturwissenschaften. Von 1869 bis 1870 studierte er an der Julius-Maximilians-Universität Würzburg und an der Ruprecht-Karls-Universität Heidelberg und legte eine Dissertation unter Fridolin Sandberger vor: Beiträge zur Kenntnis der Trias am südöstlichen Schwarzwalde. Im Winter 1869 arbeitete er im Labor von Robert Bunsen. Von 1871 an kartographierte er die Gegend um Schaffhausen und ist Lehrer in Böckten und Trogen, doch befriedigte ihn die Lehrtätigkeit nicht, so dass er ab 1875 in Göschenen als Geologe beim Gotthardbahnbau tätig wurde.

## In sächsischen Diensten
Kurze Zeit später wurde er von Hermann Credner nach Sachsen berufen, wo er von 1875 bis 1888 als Sektionsgeologe bei der  Geologischen Landesuntersuchung des Königreiches Sachsen angestellt war. Hier führte er geologische Aufnahmearbeiten in der Gegend des Erzgebirges und in Nordwestsachsen durch. Es entstanden dabei 13 geologische Kartenblätter mit Erläuterungen. Ferner unternahm er Exkursionen nach Thüringen (Gera) und nach Böhmen in das Barrandium.

## In Badischen Diensten
Im Jahre 1888 wurde Harry Rosenbusch zum Direktor der Großherzoglichen Badischen Geologischen Landesanstalt ernannt (heute Landesamt für Geologie, Rohstoffe und Bergbau Baden-Württemberg) und berief Ferdinand Schalch und Adolf Sauer. Von 1889 bis 1918 war Schalch Badischer Landesgeologe. In dieser Tätigkeit fertigte er 16 Geologische Blätter des Schwarzwalds und Klettgaus und erstellte Gutachten. Er schrieb einige fachspezifische Abhandlungen und sammelte stets Mineralien und Fossilien. Seine Sammlung umfasst Mineralien aus den alten Bergbaugebieten des Erzgebirges, und des Schwarzwalds sowie Fossilien aus der Baar, der Wutachschlucht, dem Klettgau, Randen, Aargau, Baselland und dem Hegau, sowie heute zu nicht mehr zugänglichen Aufschlüssen, wie den Öhninger Steinbrüchen. Schöne Stücke hatte er von Steinbrucharbeitern und anderen Sammlern erworben. 1902 wurde Schalch zum Geheimen Bergrat ernannt. 1907 unternahm er eine Reise nach Frankreich und England. 1908 erhielt er den Zähringer Löwenorden und anlässlich seiner Pensionierung 1918 das Eichenlaub dazu. Danach wollte er sich ganz der Ordnung und Betreuung seiner Mineralien- und Fossiliensammlung widmen, doch die Zeitumstände nach dem Ersten Weltkrieg und seine nachlassenden Kräfte erlaubten es ihm nicht mehr.
Mit dem Alleinsein in Schaffhausen war er überfordert und fand auch keine Hilfe (so schrieb er verzweifelt an Albert Heim). Letztlich begab er sich in eine Pension in Küssnacht, wo er in schwerer Depression freiwillig aus dem Leben ging.
Seine umfangreiche Sammlung vermachte er der Stadt Schaffhausen, die sie 1938 im dafür neu hergerichteten Museum im Kloster Allerheiligen unterbrachte das jedoch am 1. April 1944 von einem Bombentreffer schwer beschädigt wurde. Diese Sammlung konnte durch Bernhard Peyer und vielen Helfern aus dem Schutt geborgen werden. Peyer katalogisierte 30.000 Stücke. Erst 1976 bis 1978 erfolgte die Retrokatalogisierung und Archivierung der Sammlung durch Rudolf Schlatter. Heute ist sie mit einigen Schaustücken in der Naturkundeabteilung im Museum zu Allerheiligen ausgestellt, der Großteil ist magaziniert. Die Belegsammlung zu den Badischen Landesaufnahmen in Freiburg im Breisgau (Sammlung der Universität) wurde im Zweiten Weltkrieg zerstört. Sie soll nach Franz Kirchheimer etwa die Hälfte der einstigen Badischen Sammlung ausgemacht haben. Seine umfangreiche Bibliothek befindet sich heute in der Stadtbibliothek Schaffhausen.

## Bedeutende Funde
Seine paläontologisch bedeutendsten Funde dürften die Zähnchen von Haramiyida und Triconodotus aus dem ebenfalls erstmals von ihm nachgewiesenen Schichten des Rät von Hallau sein. (Seit 2016 Klettgau-Formation) Nennenswert auch die zahlreichen Ammonitenfunde, wovon Ammonita psilonatus plicatus aus Ewattingen, die er zur Klassifizierung an Josef Felix Pompeckj sandte. Fritz Oppliger beschreibt eine Spongie, einen Kieselschwamm Megalithista foraminosa als "wertvollstes" Exemplar der Sammlung. Erich Horn beschrieb die Harpoceraten aus Aachdorf und Aselfingen.

## Mineralfunde
Neben den schönen Funden aus dem Erzgebirge aus seiner Zeit in Leipzig als Sektionsgeologe bei der Geologischen Landesuntersuchung des Königreiches Sachsen von 1876 bis 1889 (Dippoldiswalde-Frauenstein, Sadisdorf, Niederpöpel, Ehrenfriedersdorf, Marienberg, Burkardtsdorf, Thalheim, Gelenau, Harthau, Annaberg, Königswalde, Grumbach, Pöhlberg, Schwarzenberg, Fürstenberg, Bernsbach, Bermsgrün, Radchau, Crandorf-Globenstein, Wildenau, Waschleithe, Beiersfeld, Gross-Pöhla. etwa aus den alten Revieren Breitenbrunn, Rittersgrün, Grube Weidmann, St. Richard, Lager Roter Adler, Lager von Fridolin am Zigeunerberg, Erzlager am Kegelberg und Fastenberg, Ziegenschacht um Johanngeorgenstadt) sind unter vielen anderen auch schöne Stücke von Schwarzwaldmineralen aus seiner Zeit als Badischer Landesgeologe von 1889 bis 1918, wie zum Beispiel Grünbleierz aus Hofsgrund und viele Funde aus (heute zumeist erschöpften) Fundstellen wie bei Alpirsbach, Badenweiler, Brandenberg, Grube Maus, Friedenweiler, Gengenbach, Grube Siberbrünnele, Grube Gabriel, Horbach, Kaiserstuhl, Münstertal, Grube Clara, Wiesloch, Schriesheim und viele weitere in der Sammlung erhalten.

## Schriften (Auswahl)
- Beiträge zur Kenntnis der Trias am südöstlichen Schwarzwalde. Inaug.-Diss. Universität Würzburg, Druck und Verlag der Brodtmann´schen Buchhandlung, Schaffhausen 1873.
- Die Gliederung der Liasformation des Donau-Rheinzugs. Stuttgart; Schaffhausen 1880.
- mit Andreas Gutzwiller: Geologische Beschreibung der Kantone St. Gallen, Thurgau und Schaffhausen. Bern 1883.
- Die Gliederung des oberen Buntsandsteins, Muschelkalkes und unteren Keupers nach den Aufnahmen auf Sektion Mosbach und Rappenau. Heidelberg 1892.
- Die Amphibolite von Blatt Petersthal-Reichenbach der geologischen Specialkarte von Baden im Massstab 1:25000. In: Mitteilungen der Grossherzoglich Badischen Geologischen Landesanstalt, 3 (1895), Heft 2, S. 227–252.
- Geologische Spezialkarte des Grossherzogtums Baden, Bl. 144: Stühlingen. Giesecke & Devrient, Leipzig 1912; Erläuterungen. C. Winter, Heidelberg 1912.
- Geologische Spezialkarte des Grossherzogtums Baden, Bl. 145: Wiechs-Schaffhausen. Giesecke & Devrient, Leipzig 1913; Erläuterungen. C. Winter, Heidelberg 1916.